# Galípoli

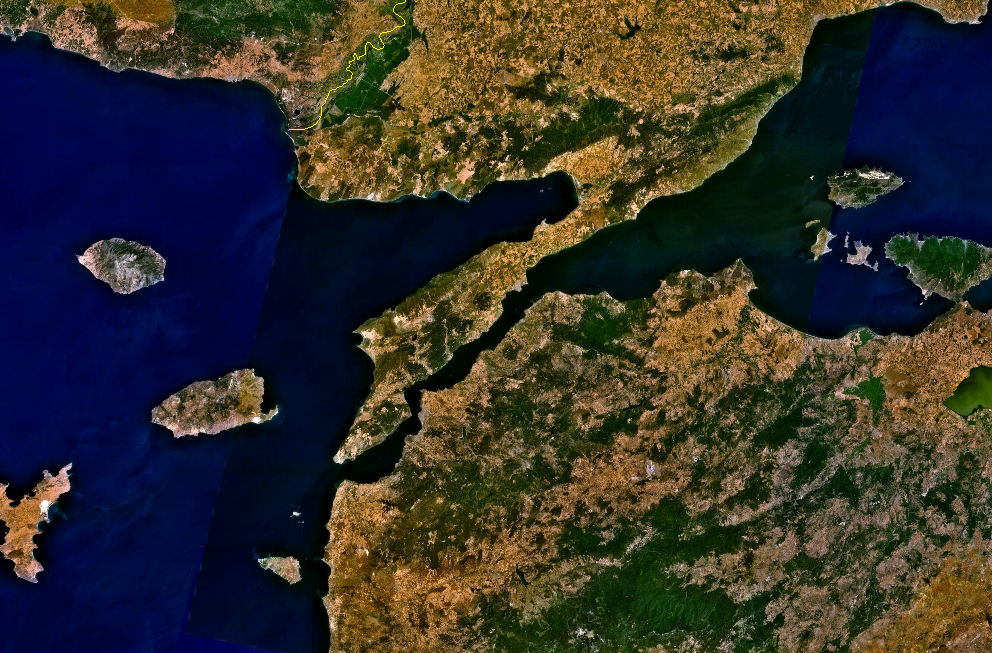
Imagem de satélite da península de Galípoli

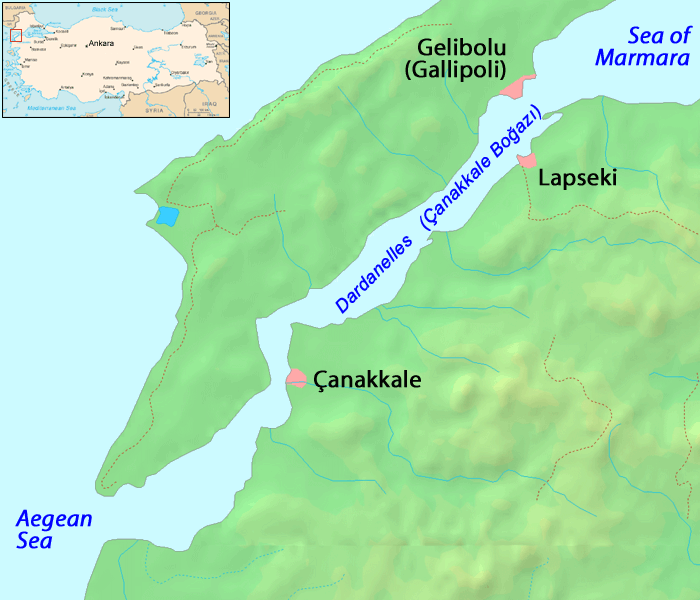
Mapa da península de Galípoli

A península de Galípoli (em turco: Gelibolu Yarımadası; em grego: Καλλίπολη; romaniz.: Kallípolē; em latim: Chersonesus Thracica) é uma península situada na Trácia Oriental, noroeste da Turquia. O nome deriva do topónimo grego, que significa "cidade bonita". É banhada e limitada pelo mar Egeu a oeste e pelo estreito de Dardanelos e mar de Mármara a leste. O nome é também usado por uma localidade existente na península.
Na Antiguidade era conhecida como Quersoneso da Trácia ou Quersoneso Trácio (em grego: Θρακική Χερσόνησος; romaniz.: Thrakikḗ Chersónēsos), um nome partilhado com uma cidade existente na península. χερσόνησος (Chersónēsos) significa península em grego.
Ali teve lugar em 1915 a célebre campanha de Galípoli, um episódio da Primeira Guerra Mundial que deixou profundas marcas na memória coletiva dos australianos, neozelandeses e turcos devido à violência dos combates e às pesadas baixas (56 707 do lado aliado e 56 643 do lado otomano)  e que granjeou notoriedade a Mustafa Kemal, o jovem comandante otomano que conseguiu repelir a ofensiva aliada.